# Heterostropha
Ordre
Heterostropha est un ordre de mollusques de la classe des gastéropodes.
L'ordre des Heterostropha a été créé par Paul Henri Fischer (1835-1893) en 1884. Il est aujourd'hui considéré comme obsolète car paraphylétique, mais demeure utilisé pour référer à des groupes encore non reclassés, notamment les Architectonicidae et Pyramidellidae (parfois aussi dénommés « hétérobranches inférieurs »). 

## Liste des familles
Selon ITIS (24 octobre 2014) :
- famille Acteonidae Orbigny, 1842
- famille Amathinidae
- famille Architectonicidae Gray, 1850
- famille Cornirostridae
- famille Ebalidae
- famille Mathildidae Dall, 1889
- famille Omalogyridae P. Fischer, 1885
- famille Pyramidellidae Gray, 1840
- famille Rissoellidae Gray, 1850
- famille Valvatidae

## Galerie

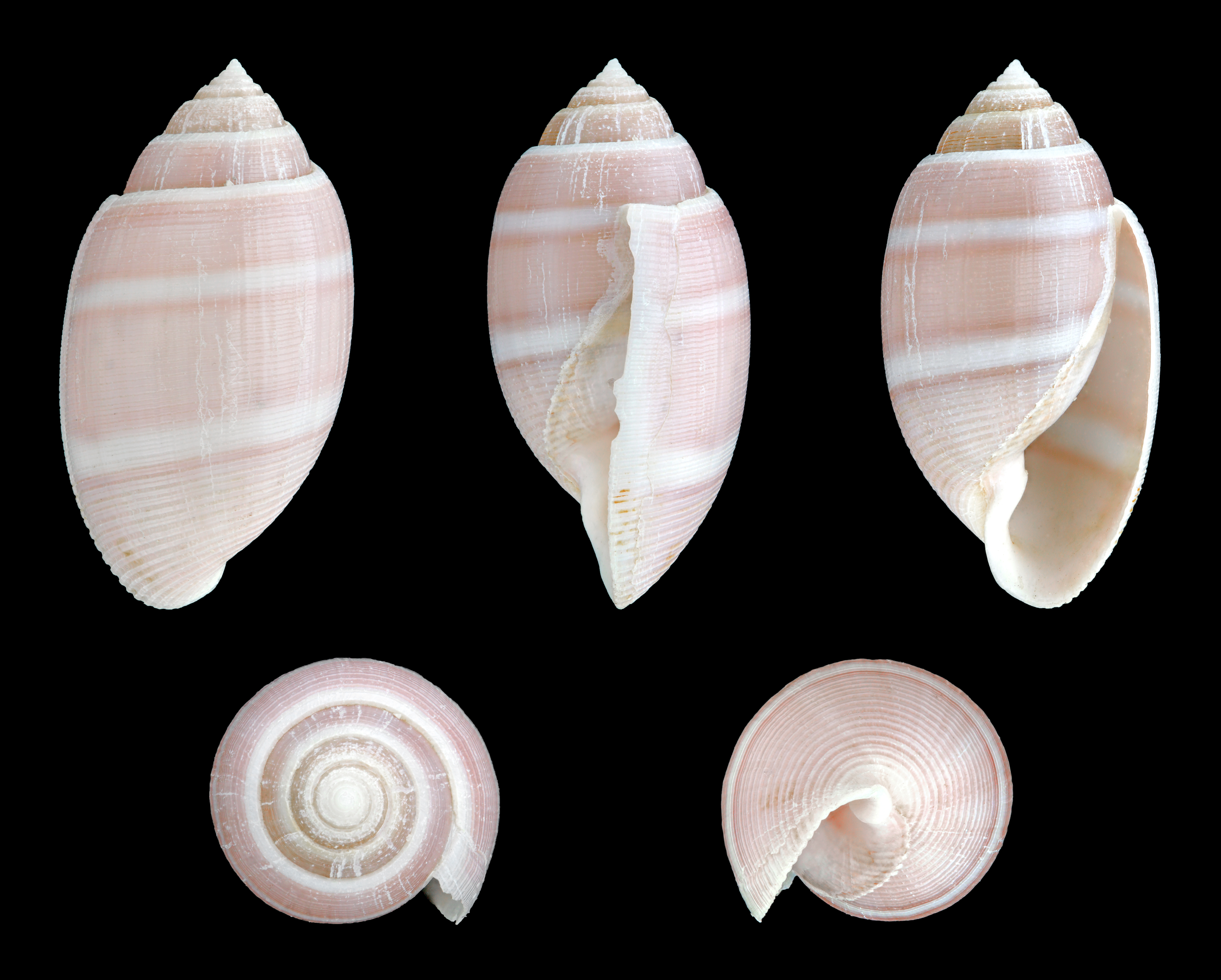
Acteon tornatilis
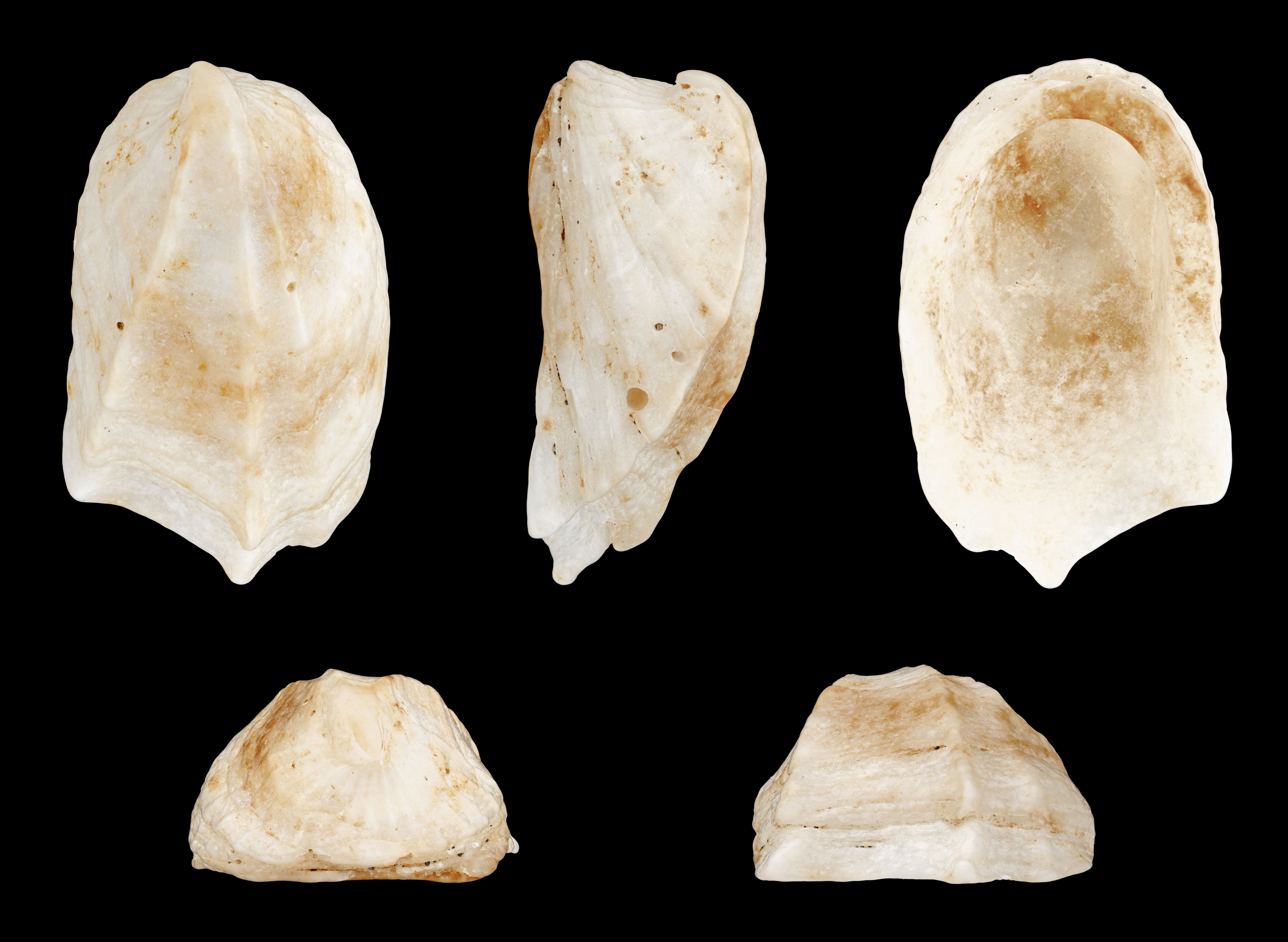
Amathina tricarinata
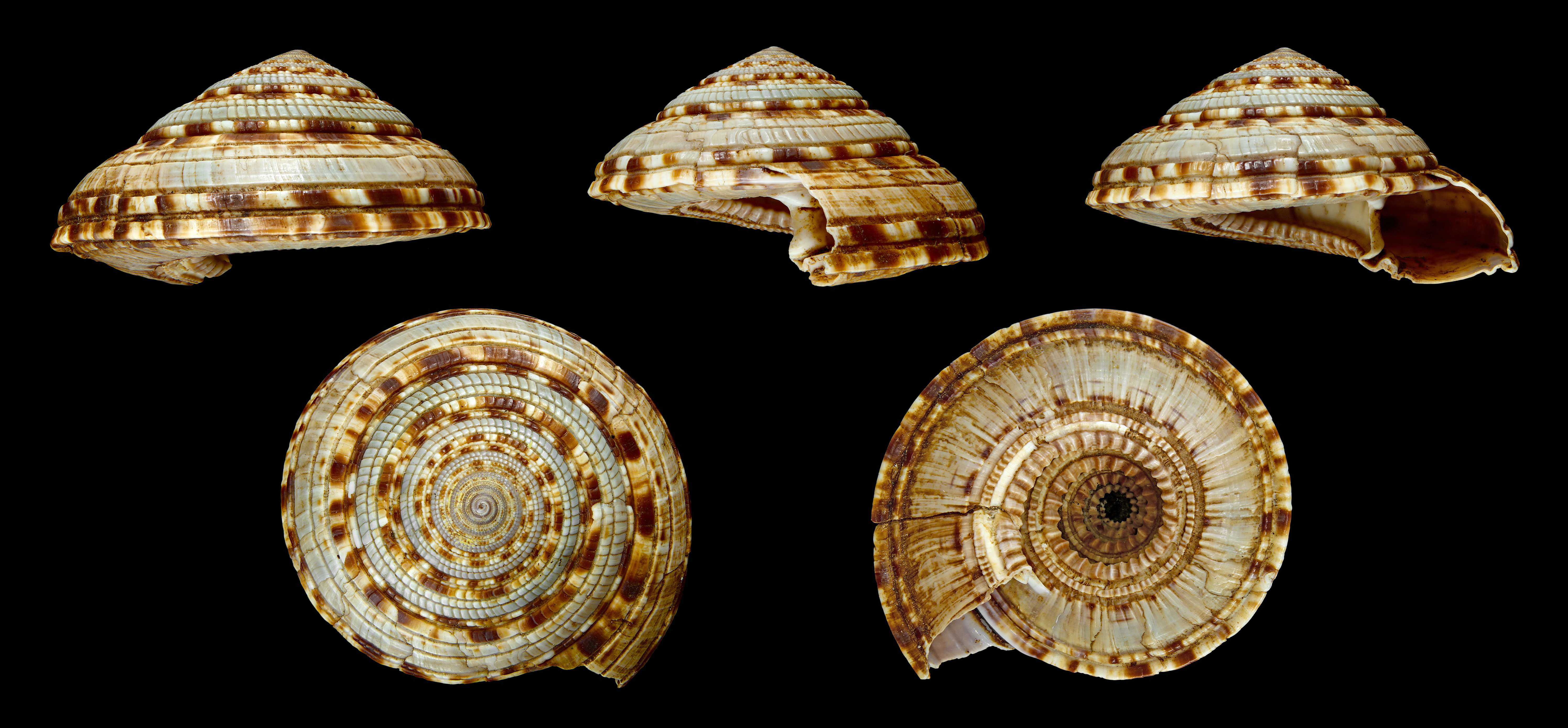
Architectonica maxima
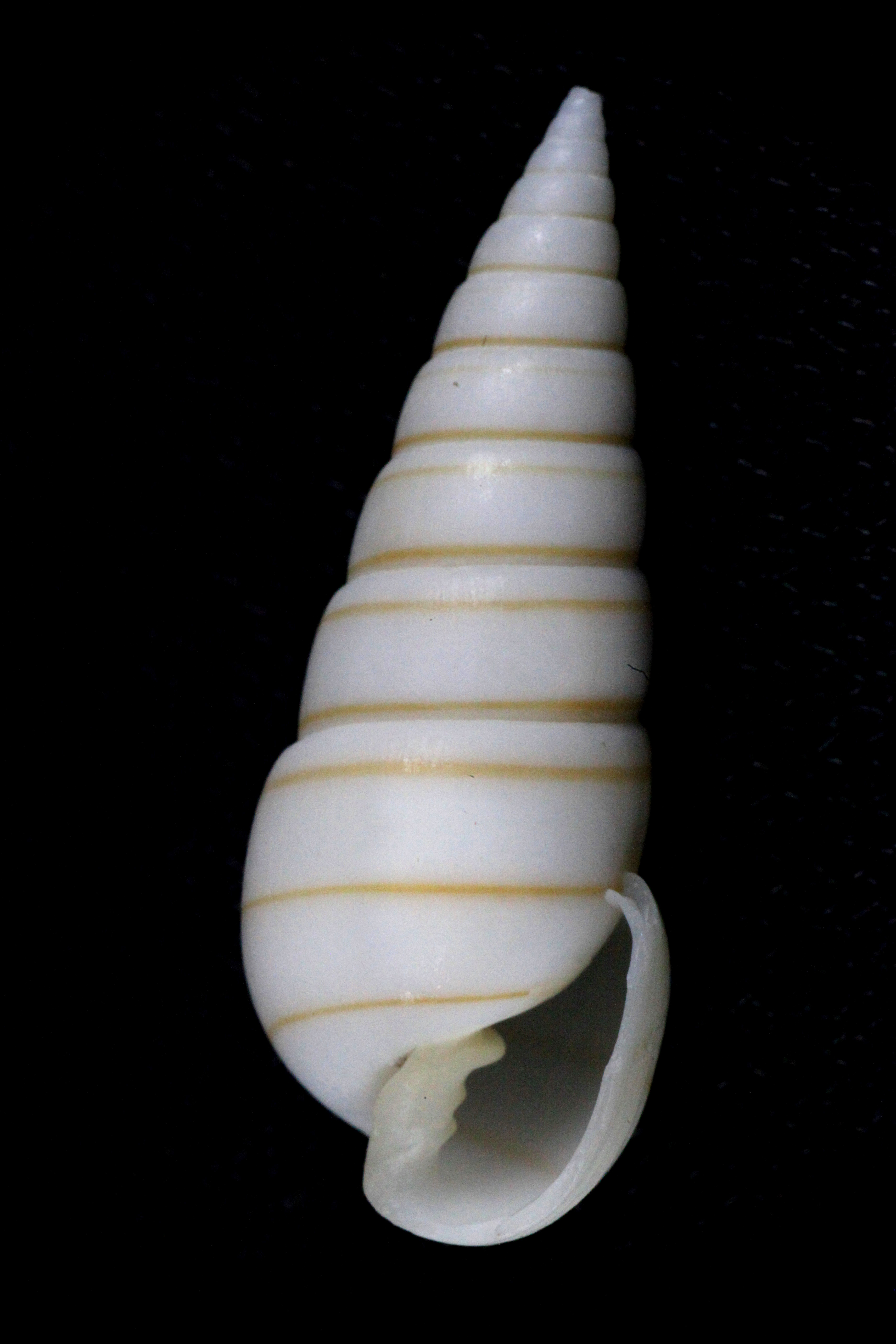
Pyramidella dolabrata